# Test Manna-Whitneya
Test Manna–Whitneya, test U Manna–Whitneya, test Manna–Whitneya–Wilcoxona, test Wilcoxona–Manna–Whitneya, test rang Wilcoxona, test Wilcoxona dla dwóch prób – seminieparametryczny test do sprawdzenia, czy wartości prób pobranych z dwóch (zwykle niezależnych) populacji są jednakowo duże. Jest jednym z najbardziej popularnych nieparametrycznych statystycznych testów istotności. Zaproponowany pierwotnie jako test przesunięcia dla dwóch równolicznych prób przez Franka Wilcoxona w 1945, został uogólniony przez Henry'ego Manna i Donalda Ransoma Whitneya w 1947 dla różnolicznych prób oraz do testowania równości stochastycznej.

## Założenia i sformułowanie hipotezy
W ogólnym przypadku zakłada się, że:
1. wszystkie obserwacje, dla obydwu grup, są niezależne statystycznie
2. zmienne X i Y mierzone są na skali porządkowej, a więc dla dowolnej pary obserwacji można określić ich uporządkowanie: stwierdzić ich równość lub wskazać na większą spośród nich
3. testowaną hipotezą zerową jest symetria względem prawdopodobieństwa większej wartości jednej ze zmiennych, a więc hipoteza zerowa zakłada jednakowe prawdopodobieństwo X > Y i Y > X: P(X > Y)=P(Y > X)
4. hipotezą alternatywną jest asymetria względem prawdopodobieństwa większej wartości jednej ze zmiennych, a więc w wersji dwustronnej testu, że prawdopodobieństwo X > Y jest różne od prawdopodobieństwa Y > X (w wersji jednostronnej hipotezą alternatywną jest P(X > Y) > P(Y > X) lub P(X > Y) < P(Y > X)).
Test Manna–Whitneya w ogólnej wersji, sformułowanej powyżej, ma słabe założenia i może być stosowany w bardzo szerokim zakresie. W literaturze jednak często zdarza się, że hipotezy zerowa i alternatywna formułowane są w sposób mniej ogólny; stosowalność testu Manna–Whitneya do testowania tych hipotez jest wówczas ograniczona. Tak więc czasem zakłada się, że według hipotezy zerowej obydwie zmienne X i Y mają identyczny rozkład, a według hipotezy alternatywnej ich rozkłady są jednakowe z wyjątkiem przesunięcia o stałą δ (tzn. F1(x) = F2(x + δ)). Taka interpretacja testu Manna–Whitneya nazywa się czasem testowaniem przesunięcia. W praktyce zwykle zmienne różnić się mogą nie tylko pod względem przesunięcia, ale i innych parametrów, w tym wariancji – wówczas stosowalność tak interpretowanego testu Manna-Whitneya jest wątpliwa, a test może mieć małą moc dla odrzucenia hipotezy zerowej (na przykład nie być w stanie odrzucić hipotezy zerowej o identyczności rozkładów gdy X i Y są zmiennymi normalnymi o tej samej średniej, ale różnych wariancjach.
Innym dodatkowym założeniem dodawanym czasem dla wygody obliczeniowej jest brak obserwacji związanych: tzn. zerowe prawdopodobieństwo otrzymania dwu obserwacji o jednakowej wartości. Jednak założenie braku obserwacji związanych nie jest konieczne; test Manna-Whitneya stosować można w obecności obserwacji związanych używając poprawek obliczeniowych na obserwacje związane lub przeprowadzając obliczenia przy pomocy testu permutacji.
Kolejnym, często pomijanym, założeniem jest statystyczna równość wartości parametrów skali (dyspersji, wariancji) obu prób.

## Obliczenia
Test wymaga obliczenia statystyki, zwykle oznaczonej U, której rozkład jest znany w przypadku hipotezy zerowej. W przypadku małych prób rozkład statystyki U jest tabelaryzowany, ale dla prób powyżej ~20 obserwacji znane są dobre przybliżenia oparte na rozkładzie normalnym. Czasem w miejsce statystyki U używa się równoważnej statystyki, na przykład sumy rang jednej z prób.
Statystyka U określa liczbę wszystkich par obserwacji (x,y) (x jest obserwacją z pierwszej próby, y jest obserwacją z drugiej próby) takich, że x > y. W wypadku obecności obserwacji związanych do U dodaje się również połowę liczby par (x,y) takich że x=y.

## Zagadnienie nieparametryczności testu
Test Manna-Whitneya nie jest w pełni testem nieparametrycznym. Często pomijanym założeniem jest założenie o równości wartości parametru skali (dyspersji) w obu próbach. Tylko wówczas, gdy założenie to jest spełnione, można przyjąć, że decyzja o odrzuceniu hipotezy zerowej lub braku takiej możliwości zależy wyłącznie od przesunięcia. W przeciwnym razie może się okazać, iż dwie próby, różniące się znacznie dyspersją (wariancją), ale mające identyczne wartości parametru przesunięcia (mediany), zostaną zakwalifikowane jako pochodzące z tej samej populacji, choć słabszy test Kołmogorowa–Smirnowa oraz intuicja sugerowałyby, że tak nie jest. Do sprawdzenia statystycznej równości parametrów skali dwóch prób służy, między innymi, test Ansariego-Bradleya.